# Dística

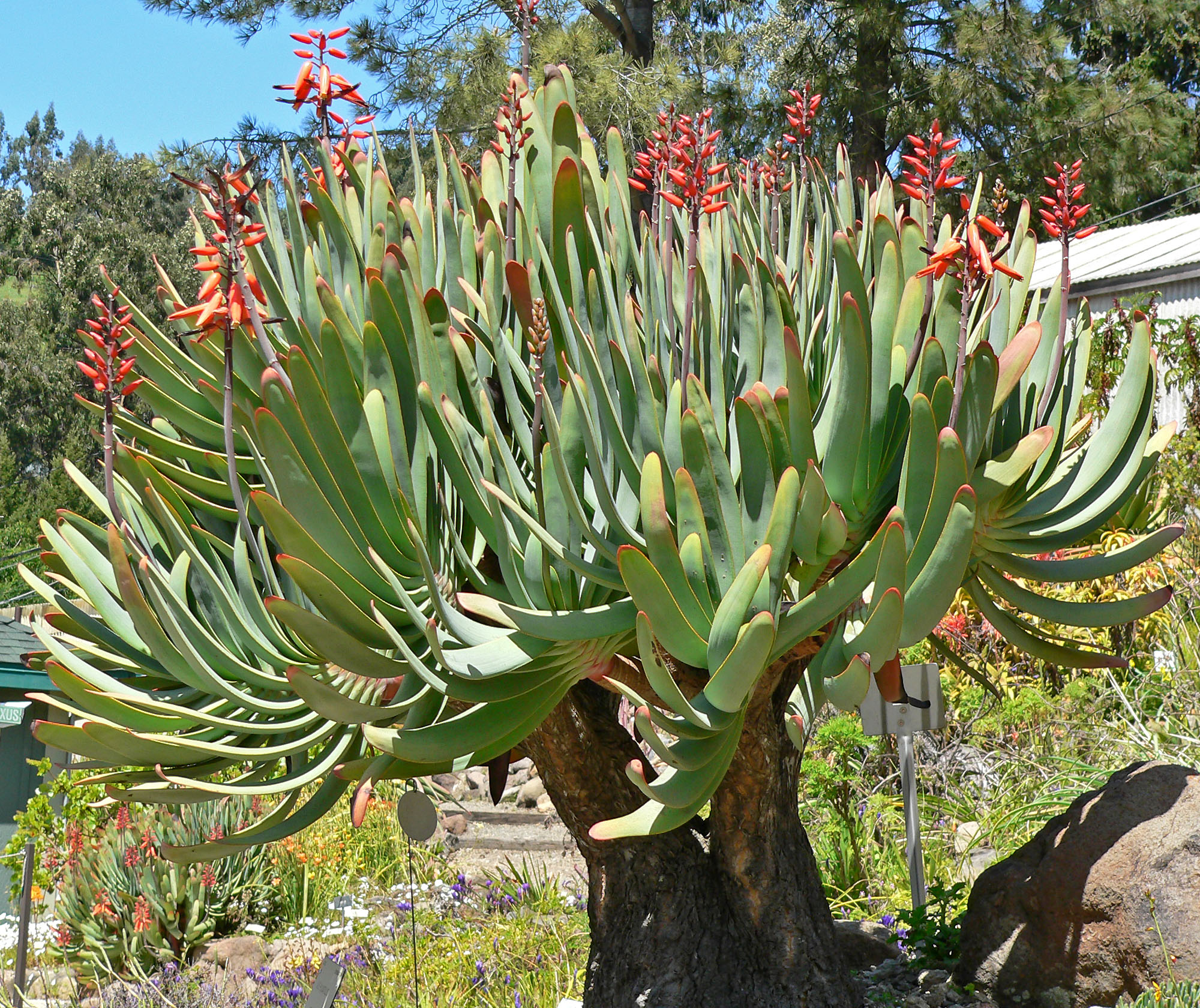
Aloe plicatilis que mostra una disposició dística de les seves fulles

La planta c) és la que mostra disposició dística de les fulles

Dística és una disposició de les parts vegetatives d'algunes plantes (fil·lotaxi) en dos rengles verticals oposats. En la disposició dística, les fulles, flors i espigues es disposen d'una manera que unes miren a un costat i les altres a l'altre costat. En el cas de l'«ordi dístic» es refereix a l'espiga de les varietats d'ordi que només tenen dues fileres, en contraposició a l'odi hexadístic, és a dir, que té sis fileres. La seva etimologia és del llatí distichus i aquest del grec: dis + tichos = 'de dos rengles'.